# 瓦隆尼亚皇家歌剧院
瓦隆尼亚皇家歌剧院（法語：Opéra royal de Wallonie）是比利时列日的一座歌剧院，与皇家铸币局剧院和弗拉芒歌剧院并称为比利时三大歌剧院。